# 申迪·普斯帕·伊拉瓦蒂
申迪·普斯帕·伊拉瓦蒂（1987年5月20日—），印尼女子羽毛球運動員。

## 簡歷
2010年11月，伊拉瓦蒂代表印尼出戰廣州亞運會，參加羽毛球比賽的女子團體及女子雙打項目，奪得女團銅牌。
2013年8月，申迪·普斯帕·伊拉瓦蒂參加中國廣州舉行的世界羽毛球錦標賽，與弗兰·库尔尼亚万·邓以9號種子身分出戰混合雙打項目，他們在首圈輪空，但在第二圈就以0比2（18-21、17-21）不敵香港的李晉熙/周凱華出局。

## 主要比賽成績
只列出曾進入準決賽的國際賽事成績：
| 年份   | 賽事                     | 公開賽級別 | 項目     | 搭檔                       | 成績   |
| ------ | ------------------------ | ---------- | -------- | -------------------------- | ------ |
| 2007年 | 紐西蘭羽毛球大獎賽       | 大獎賽     | 女子雙打 | 梅利亚娜·乔哈里            | 亞軍   |
| 2008年 | 印尼羽毛球超級賽         | 超級賽     | 女子雙打 | 梅利亚娜·乔哈里            | 準決賽 |
| 2008年 | 碧特博格羽毛球大獎賽     | 大獎賽     | 女子雙打 | 梅利亚娜·乔哈里            | 亞軍   |
| 2008年 | 保加利亞羽毛球大獎賽     | 大獎賽     | 女子雙打 | 梅利亚娜·乔哈里            | 亞軍   |
| 2008年 | 保加利亞羽毛球大獎賽     | 大獎賽     | 混合雙打 | 弗兰·库尔尼亚万·邓         | 亞軍   |
| 2008年 | 荷蘭羽毛球大獎賽         | 大獎賽     | 女子雙打 | 梅利亚娜·乔哈里            | 亞軍   |
| 2008年 | 荷蘭羽毛球大獎賽         | 大獎賽     | 混合雙打 | 弗兰·库尔尼亚万·邓         | 亞軍   |
| 2008年 | 越南羽毛球大獎賽         | 大獎賽     | 女子雙打 | 梅利亚娜·乔哈里            | 亞軍   |
| 2008年 | 越南羽毛球大獎賽         | 大獎賽     | 混合雙打 | 通托维·艾哈迈德            | 冠軍   |
| 2009年 | 馬來西亞羽毛球超級賽     | 超級賽     | 女子雙打 | 梅利亚娜·乔哈里            | 準決賽 |
| 2009年 | 菲律賓羽毛球黃金大獎賽   | 黃金大獎賽 | 女子雙打 | 梅利亚娜·乔哈里            | 亞軍   |
| 2010年 | 越南羽毛球大獎賽         | 大獎賽     | 女子雙打 | 尼蒂娅·克里欣达·马赫斯瓦里 | 準決賽 |
| 2011年 | 世界大學運動會羽毛球比賽 | 其他       | 混合團體 | -                          | 金牌   |
| 2011年 | 世界大學運動會羽毛球比賽 | 其他       | 混合雙打 | 里基·维迪安托              | 铜牌   |
| 2011年 | 印度羽毛球國際挑戰賽     | 國際挑戰賽 | 混合雙打 | 弗兰·库尔尼亚万·邓         | 冠軍   |
| 2011年 | 印度羽毛球黃金大獎賽     | 黃金大獎賽 | 混合雙打 | 弗兰·库尔尼亚万·邓         | 準決賽 |
| 2012年 | 越南羽毛球大獎賽         | 大獎賽     | 混合雙打 | 弗兰·库尔尼亚万·邓         | 準決賽 |
| 2012年 | 印度羽毛球黃金大獎賽     | 黃金大獎賽 | 混合雙打 | 弗兰·库尔尼亚万·邓         | 冠軍   |
| 2012年 | 哥本哈根羽毛球大師賽     | 其他       | 混合雙打 | 弗蘭·庫爾尼亞萬·鄧         | 準決賽 |
| 2013年 | 亞洲羽毛球錦標賽         | 其他       | 混合雙打 | 弗兰·库尔尼亚万·邓         | 準決賽 |
| 2013年 | 馬來西亞羽毛球國際挑戰賽 | 國際挑戰賽 | 混合雙打 | 阿尔弗兰·埃科·普拉塞特亚   | 冠軍   |
| 2014年 | 美國羽毛球黃金大獎賽     | 黃金大獎賽 | 女子雙打 | 维塔·玛丽莎                | 冠軍   |
| 2014年 | 印尼羽毛球國際挑戰賽     | 國際挑戰賽 | 女子雙打 | 维塔·玛丽莎                | 亞軍   |
| 2014年 | 越南羽毛球大獎賽         | 大獎賽     | 混合雙打 | 弗兰·库尔尼亚万·邓         | 準決賽 |
| 2014年 | 印尼羽毛球大師賽         | 黃金大獎賽 | 女子雙打 | 维塔·玛丽莎                | 冠軍   |
| 2014年 | 荷蘭羽毛球大獎賽         | 大獎賽     | 女子雙打 | 维塔·玛丽莎                | 亞軍   |
| 2015年 | 印尼羽毛球國際系列賽     | 國際系列賽 | 女子雙打 | 珍纳·戈扎利                | 準決賽 |

| 2007-2017年 | 首要超級賽 | 超級賽 | 黃金大獎賽 | 大獎賽 | 國際挑戰賽 | 國際系列賽 | 未來系列賽 | 其他 |

| 2018-2026年 | 總決賽 | 超級1000賽 | 超級750賽 | 超級500賽 | 超級300賽 | 超級100賽 | 國際挑戰賽 | 國際系列賽 | 未來系列賽 | 其他 |

### 奧運會和世錦賽參賽紀錄
|          | 搭檔               | 2009 | 2010 | 2011 | 2012 | 2013 | 2014 | 2015 |
| -------- | ------------------ | ---- | ---- | ---- | ---- | ---- | ---- | ---- |
| 女子雙打 | 梅利亚娜·乔哈里    | 16強 | －   | －   | －   | －   | －   | －   |
| 女子雙打 | 维塔·玛丽莎        | －   | －   | －   | －   | －   | －   | 32強 |
|          |                    |      |      |      |      |      |      |      |
| 混合雙打 | 弗兰·库尔尼亚万·邓 | －   | －   | －   | －   | 32強 | －   | －   |